# Ангерн-ан-дер-Марх
Ангерн-ан-дер-Марх (нем. Angern an der March) — ярмарочная коммуна (нем. Marktgemeinde) в Австрии, в федеральной земле Нижняя Австрия.
Входит в состав округа Гензерндорф.  Население составляет 3289 человек (на 31 декабря 2005 года). Занимает площадь 38,13 км². Официальный код  —  3 08 03.
Напротив Ангерна на другой стороне Моравы расположена словацкая деревня Загорская Весь, населённые пункты связаны паромной переправой. В 2011 году здесь будет восстановлен мост.

## Фотографии

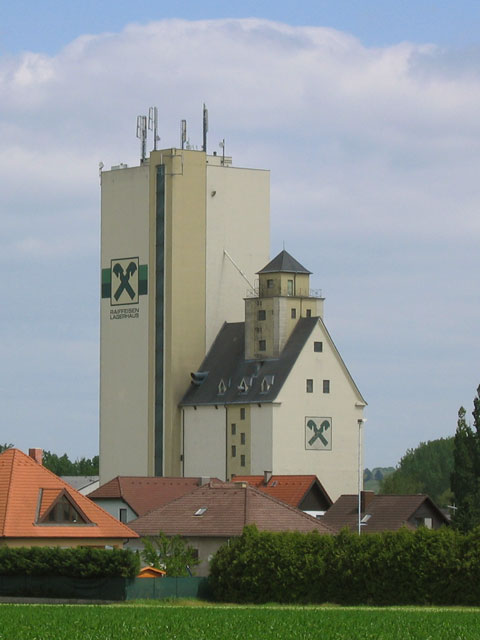
Элеватор
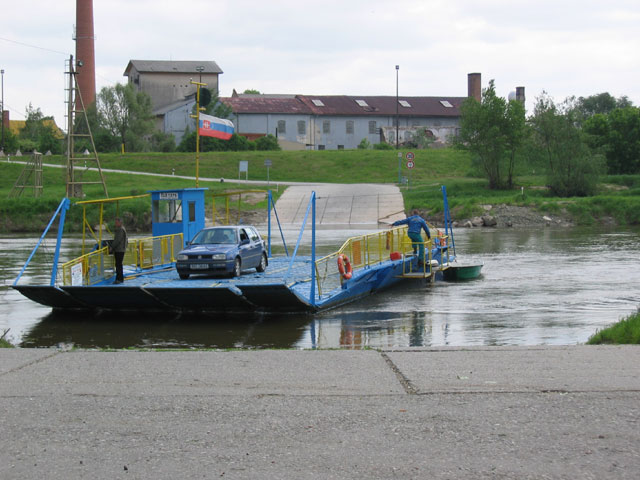
Паромная переправа в Словакию
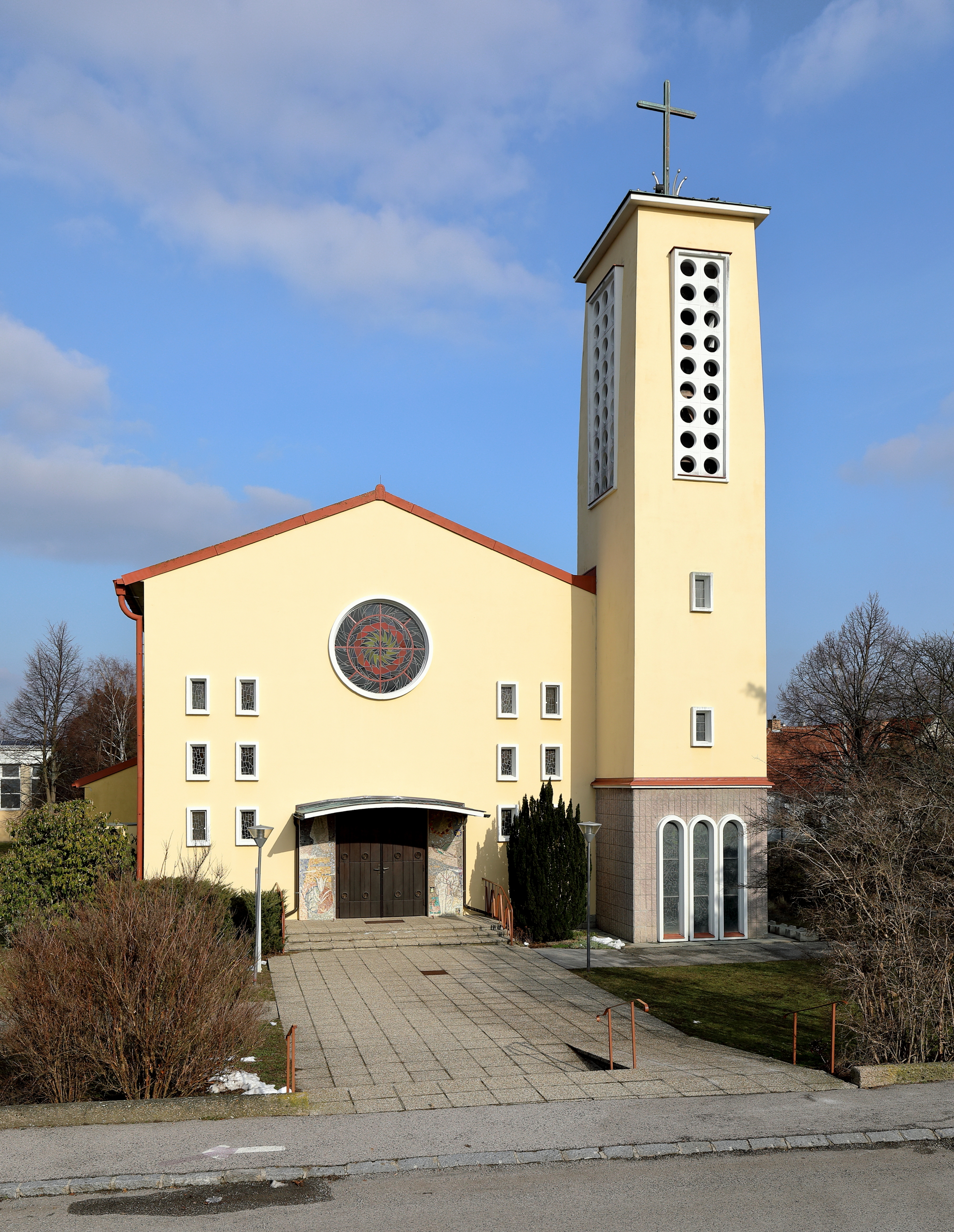
Церковь
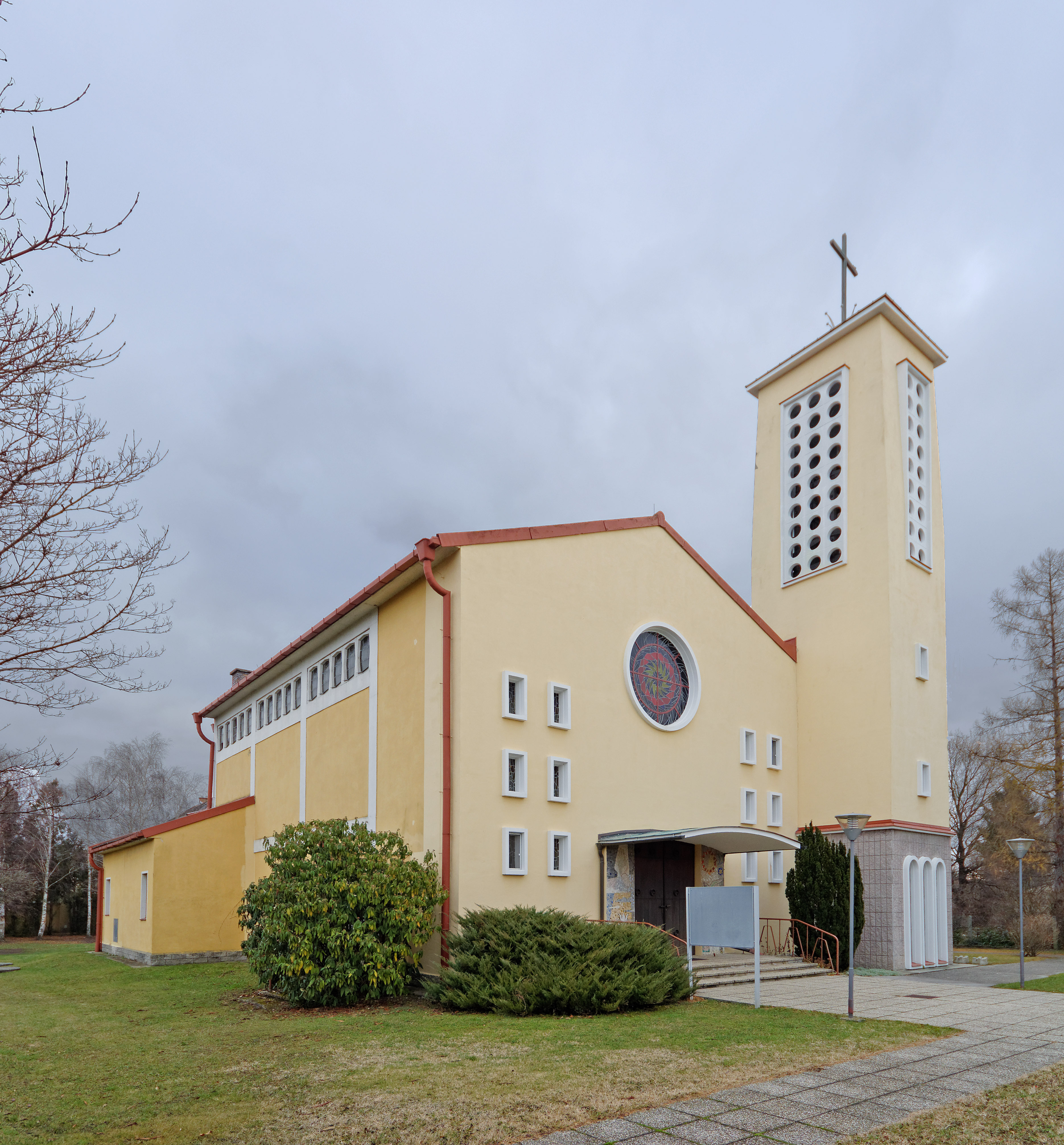
Ангерн-ан-дер-Марх
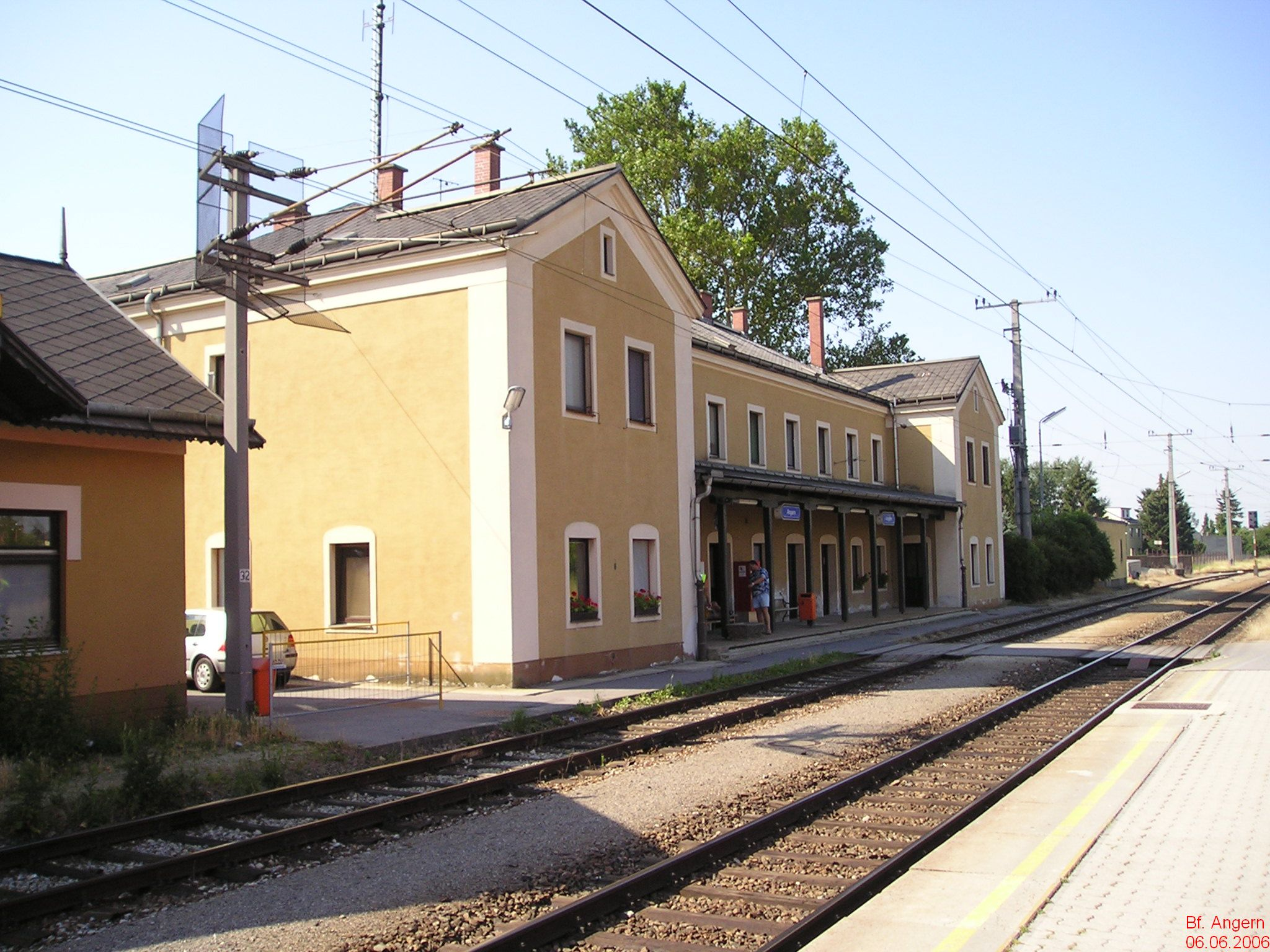
Ангерн-ан-дер-Марх
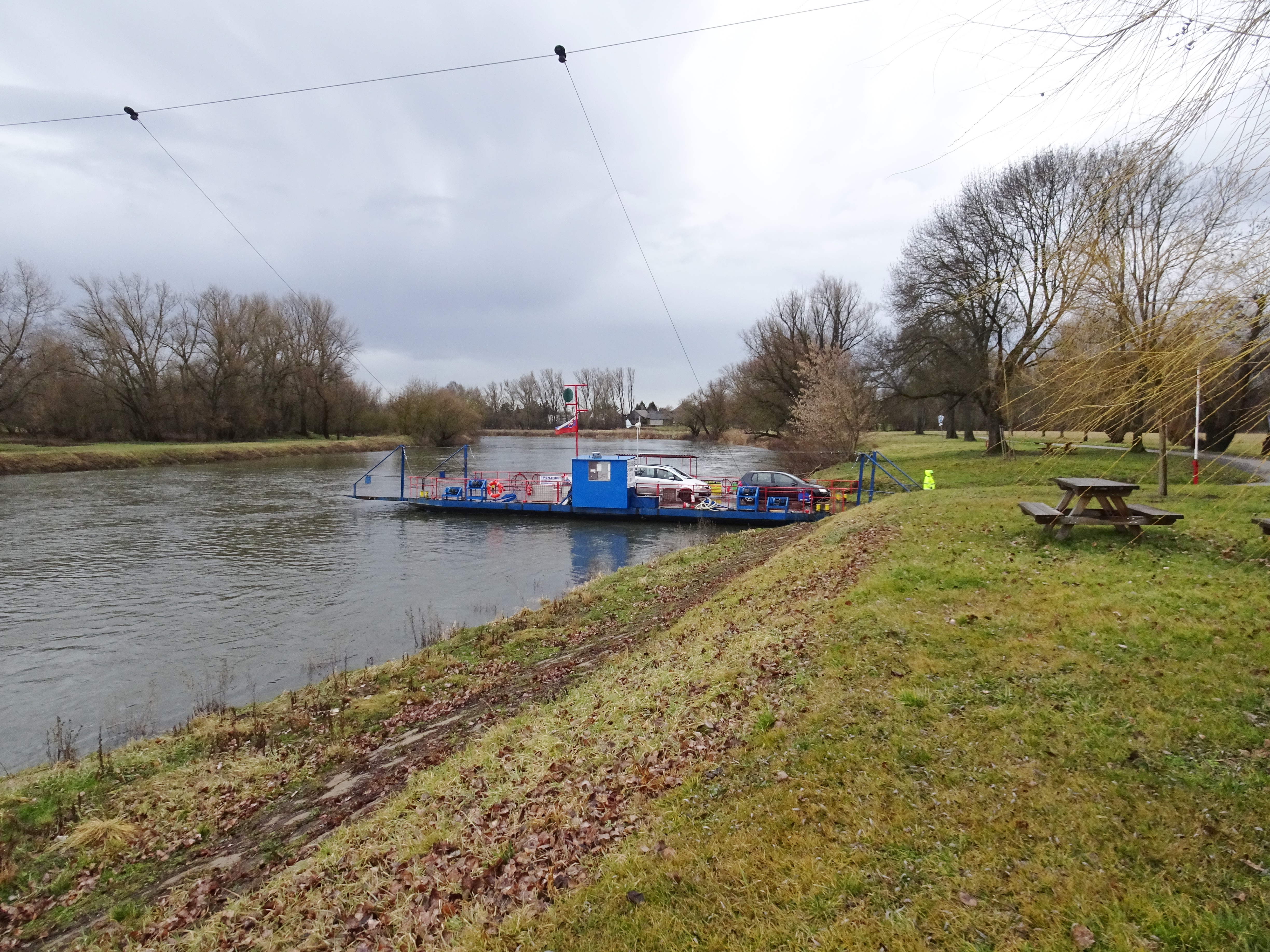
Ангерн-ан-дер-Марх

## Политическая ситуация
Бургомистр коммуны — Роберт Майсль (СДПА) по результатам выборов 2005 года.
Совет представителей коммуны (нем. Gemeinderat) состоит из 23 мест.
- СДПА занимает 17 мест.
- АНП занимает 6 мест.

## Археология
На городище Стиллфрид-ан-дер-Март культуры полей погребальных урн вместе с похожими на них глиняными ткацкими грузилами были обнаружены обугленные высушенные кольцеобразные предметы из теста. Возможно, их использовали для каких-то неизвестных ритуальных целей.